# Куми Кода
Кумико Кода (японски 倖田來未), известна като Куми Кода (倖田來未) е японска поп-певица.
Куми Кода дебютира през 2000 г. със сингъла си TAKE BACK, но става известна през 2003 г. със сингъла real Emotion/1000 no Kotoba, който е част от саундтрака на играта Final Fantasy X-2. Тя придобива голяма популярност в Япония през 2005 г. със сборния албум BEST ~first things~.

## Дискография

### Сингли
1. TAKE BACK (6 декември, 2000)
2. Trust Your Love (9 май, 2001)
3. COLOR OF SOUL (3 август, 2001)
4. the meaning of peace (19 декември, 2001)
5. So Into You (13 март, 2002)
6. love across the ocean (24 юли, 2002)
7. m·a·z·e (11 декември, 2002)
8. real Emotion/1000 no Kotoba (3 май, 2003)
9. COME WITH ME (27 август, 2003)
10. Gentle Words (10 декември, 2003)
11. Crazy 4 U (15 януари, 2004)
12. LOVE & HONEY (26 май, 2004)
13. Chase (28 юли, 2004)
14. Kiseki (8 септември, 2004)
15. hands (19 януари, 2005)
16. Hot Stuff с участието на KM-MARKIT (13 април, 2005)
17. Butterfly (22 юни, 2005)
18. flower (10 август, 2005)
19. Promise / Star (7 септември, 2005)
20. you (7 декември, 2005)
21. Birthday Eve (14 декември, 2005)
22. D.D.D. с участието на SOULHEAD (21 декември, 2005)
23. Shake It Up (28 декември, 2005)
24. Lies (4 януари, 2006)
25. feel (11 януари, 2006)
26. Candy с участието на Mr.Blistah (18 януари, 2006)
27. No Regret (25 януари, 2006)
28. Imasugu Hoshii (1 февруари, 2006)
29. KAMEN с участието на Tatsuya Ishii (8 февруари, 2006)
30. WIND (15 февруари, 2006)
31. Someday/Boys♥Girls (22 февруари, 2006)
32. Get It On (1 март, 2006)
33. Koi no Tsubomi (24 май, 2006)
34. 4 hot wave (26 юли, 2006)
35. Yume no Uta / Futari de... (18 октомври, 2006)
36. WON'T BE LONG w/ EXILE (21 ноември, 2006)
37. Cherry Girl / Unmei (6 декември, 2006)
38. But / Aishō (14 март, 2007)
39. Freaky (27 юни, 2007)
40. Ai no Uta (12 септември, 2007)

### Студийни албуми
1. affection (27 март, 2002) – #12
2. grow into one (19 март, 2003) – #9
3. feel my mind (18 февруари, 2004) – #7
4. secret (9 февруари, 2005) – #3
5. Black Cherry (20 декември, 2006) – #1

### Компилации
1. BEST ～first things～ (21 септември, 2005) – #1
2. BEST ～second session～ (8 март, 2006) – #1
3. BEST ～Bounce & Lovers～ (14 март, 2007) – #2